# Рефорд-Браун, Чарльз
Чарльз Рефорд-Браун (англ. Charles Wreford-Brown; 9 октября 1866 — 26 ноября 1951) — английский футболист, шахматист и крикетист.

## Биография
В 1890-х годах во время учебы в Оксфордском университете Чарльз Рефорд-Браун стал страстным спортсменом, играя в крикет и футбол. Позже он также играл в крикет в Глостершире. Младший брат Чарльза Освальд (погиб в Первой мировой войне в 1916 году) и сын Энтони также играли в крикет. Тем не менее Чарльз Рефорд-Браун получил широкое признание как футболист. Сначала он играл как вратарь, затем стал опорным защитником, а позже играл в позиции центрального полузащитника. Во времена, когда футбол становился все более профессиональным, он был известным футбольным защитником-любителем. В 1906 году Рефорд-Браун был одним из ведущих деятелей в движении, которое создало Любительский футбольный альянс в Лондоне, чтобы отделить любительский футбол от Футбольной ассоциации, деятельность которой все больше определялась финансовой выгодой профессиональных клубов. По воспоминаниям своих современников, Чарльз Рефорд-Браун часто играл против профессиональных команд с глубоким карманом в шортах, заполненным золотыми монетами, и, когда его команда забивала гол, давал одну из своих монет в руки каждого профессионального вратаря. Чарльз Рефорд-Браун был ведущей фигурой в футбольном клубе «Corinthian F.C.». Он сыграл в составе клуба 161 игру, забив 8 голов.
С 1889 по 1898 год провёл 4 матча за футбольную сборную Англии (два последних — в качестве капитана сборной).
С 1892 года Чарльз Рефорд-Браун работал в совете Футбольной ассоциации Англии, представляя свои клуб и Оксфордский университет. С 1941 года до своей смерти в 1951 году он был вице-президентом Английской футбольной ассоциации под непосредственным руководством ее секретаря сэра Стэнли Роуза. Содействовал подготовке и дальнейшему воспитанию юных футболистов.
Чарльз Рефорд-Браун также был известен как шахматист. В 1924 году в Париже представлял команду Великобритании на неофициальной шахматной олимпиаде 1924 года. Он также принял участие в чемпионате Великобритании по шахматам в 1933 году, но выбыл из турнира по болезни после первых двух туров, когда одержал победу в первом туре и сыграл вничью во втором.